# Závislost (Hvězdná brána)
Závislost je 5. epizoda 2. řady sci-fi seriálu Hvězdná brána.

## Děj
SG-1 se ocitnou na planetě P3R-636. Sledují skupinu lidí, která posílá naquadah přes hvězdnou bránu. Tým se chce pokusit získat trochu tohoto kovu pro výzkum. Při průzkumu planety uvidí SG-1 velkou pyramidu a několik Jaffů. Potom tým zahlédne v lese dívku. Daniel Jackson ji zachrání, když se chystá spáchat sebevraždu. Dívka však začne křičet a Jaffové obklíčí SG-1. Tým je pak odveden do pyramidy před otce dívky Pyruse, vládce planety. Dívka se jmenuje Shyla. Odmítá říct svému otci pravdu o tom, co Daniel Jackson udělal a Pyrus také nevěří lidem, kteří pocházejí ze světa, kterému nevládnou Goa'uldi. Nakonec je SG-1 odsouzena za útok na princeznu k nuceným pracím v naquadahových dolech.
SG-1 při práci v dolech dochází k závěru, že Pyrus není Goa'uld a že lidé v brnění Jaffů nejsou skuteční Jaffové. Večer se SG-1 pokousí uniknout z dolů, ale Jackson je těžce zraněn padající skálou, když na ní z tyčové zbraně výstřelil falešný Jaffa. Jackson se probudí v sarkofágu. Shyla, která jej zachránila, mu řekne, že je jí souzený. Jackson se pokouší od ní získat svobodu pro SG-1. Shyla mu řekne, že bude muset nejprve získat důvěru jejího otce, který věří, že SG-1 jsou špioni, které poslali Goa'uldi.
Zatímco Jackson žije život v luxusu, zbytek týmu pracuje jako otroci v dolech. Shyla žádá Jacksona, aby používal sarkofág stále častěji, aby se cítil lépe. Jackson zpočátku odmítá, ale nakonec to udělá, aby získal její důvěru. Jackson se stává stále nepříčetnější ze stálého používání sarkofágu. Jeho vztah k Sheyle se neustále prohlubuje. Nakonec Jackson Sheyle slíbí, že se s ní ožení, aby se mohla stát královnou a nahratdit svého otce. Shyla poté zajistí osvobození SG-1 a Jackson se vrací spolu s SG-1 na Zemi. Jackson Sheyle slibuje, že se vrátí zpět a ožení se s ní.
Po návratu na Zemi je Jackson biologicky nestabilní, zřejmě z poněkud narkotických vlastností sarkofágu. Nakonec předává generálu Hammondovi svou rezignaci a žádá jej, aby se mohl vrátit do světa Shyly. Jeho žádost je však zamítnuta. Jackson se pokusí uniknout, a posléze vytáhne i zbraň na plukovníka Jacka O'Neilla, avšak poté zkolabuje.
Jakmile se Jackson uzdraví, SG-1 se vrací na planetu, kde Jackson přesvědčuje Shylu (jejíž otec již zemřel) zničit sarkofág a vést své lidi k jinému způsobu života než její otec. Shyla souhlasí a vystřelí tyčovou zbraní na sarkofág.